# Ейдсволл

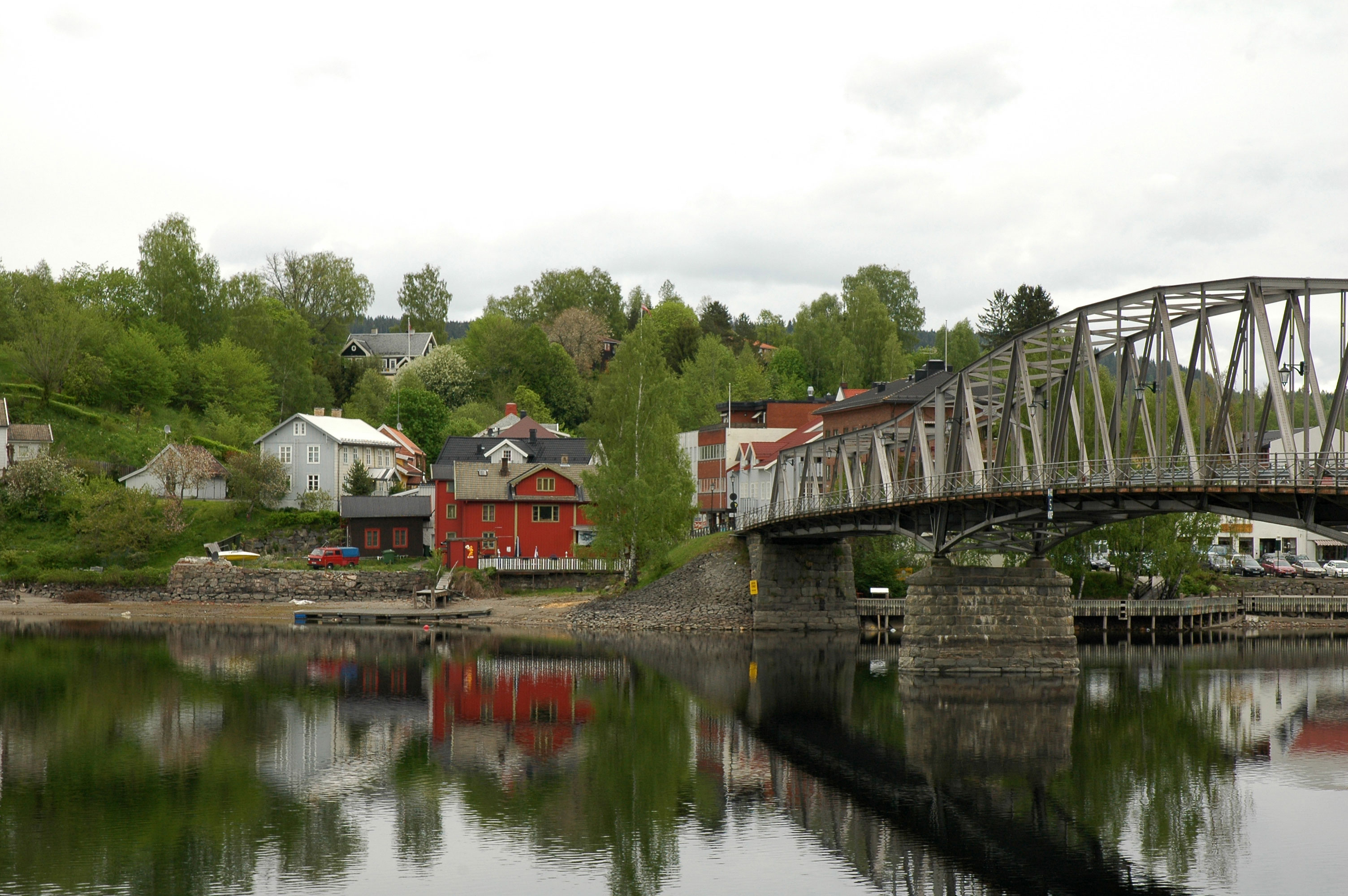
Центр Ейдсволлу (Сундет), 30 травня 2005 року. Фотографія Leif Knutsen.

Ейдсволл (норв. Eidsvoll) — комуна у Норвегії, у фюльке Вікен.

### Загальна інформація
Адміністративний центр комуни — селище міського типу під назвою Сунне (норв. Sundet). Офіційна мова — букмол. Населення комуни станом на 2007 рік становило 19 916 осіб. Площа комуни Ейдсволл складає 456,6 км². Ейдсволл є частиною історичного регіону Румеріке (норв. Romerike).

### Назва
Слово «Eidsvoll» має два корені: eid (давньоскан. eiđ) і voll (давньоскан. völlr). Eid в цьому випадку означає «дорога, що проходить навколо водоспаду», а voll — луг, поле. Таким чином, обидва слова разом складаються у вислів: «Луг (поле) біля дороги, що проходить навколо водоспаду». Річ у тому, що люди з околиць озера Мйоса (норв. Mjøsa), сплавлялися вниз по річці Ворма (норв. Vorma), і жителі Румеріке (норв. Romerike), піднімалися за течією цієї ж самої річки Ворма, мали подолати водоспад Сунфоссен (Sundfossen). Через це Ейдсволл став важливим місцем зустріч ще задовго до приходу Християнства до Норвегії.
До 1918 року назва Ейдсволл писалося з d наприкінці слова — Eidsvold. Містечко Ейдсволд у Квінсленді, Австралія, назване на честь норвезького Ейдсволла братами Арчер, що володіли земельними ділянками у Норвегії, досі використовує старий варіант написання.

### Герб
Герб у міста Ейдсволл сучасний. Він був подарований комуні 20 листопада 1987 року. Зображення терезів на гербі символізує рівновагу, як символ правосуддя. Варто зазначити, що місцевий суд був створений в Ейдсволлі в ранньому Середньовіччі.

### Історія
Одиницею адміністративного поділу (formannskapsdistrikt) Ейдсволл був проголошений 1 січня 1838 року. 1 січня 1964 року до Ейдсволлу була приєднана комуна Фейрінг.
У старонорвезьких рукописах збереглися згадки про Айдсволле. В XI ст., замінивши містечко Ван (Vang, нині частина міста Гамар, Гедмарк). Ейдсволл став місцем зборів та судочинства для східних частин Норвегії. Завдяки доступу до річки Ворма і озера Мйоса забезпечувалося водне сполучення з північними територіями внутрішньої частини Норвегії.
У 1758 році в східній частині Ейдсволла було знайдено золото, що призвело до невеликої «золотої лихоманки» протягом короткого часу. Ці території тепер так і називаються - Gullverket, що в перекладі з німецької означає «Золотовидобування».
Ейдсволл Верк (Eidsvoll Verk, селище на території Ейдсволла) був заснований у 1624 році королем Данії Крістіаном IV. Будучи добре забезпеченим гідроенергією річки Андельва, селище займалося плавленням залізної руди. У 1688 році Ейдсволл Верк став власністю директора Kongsberg Silver Mines пана Шланбуша (Schlanbusch) і залишався в його родині до 1781 року. У 1794 селище перейшло у володіння Карстена Анкера (Carsten Anker). До того часу селище перебувало у занепаді через те, що ліс на околицях, потрібний для виробництва деревного вугілля для плавильних печей, на той час дуже сильно виснажився. Анкер зміг не тільки відновити попередні роботи, а також налагодив виробництво пічок та інших металевих товарів. Поселившись в Ейдсволлі в 1811 році, він реконструював свій будинок, який згодом став відомий кожному норвежцю під ім'ям Eidsvollbygningen.
Причиною такої популярності Ейдсволлбігнінгена стала одна з центральних подій історії Норвегії — створення конституції 17 травня 1814 року. У наші дні в цій будівлі розташований музей. Щорічно 17 травня вся Норвегія відзначає  національне свято, що є державним вихідним днем.
У 1854 році між Ейдсволлом і Осло (в той час Християнія) була прокладена перша залізниця в Норвегії. Подальший шлях зі столиці до північних територій можна було доплисти  на пароплаві Шібладнер (норв. Skibladner), досі плавають до Гамара, Йовіка (норв. Gjøvik) і Ліллегаммера.

### Історія населення комуни
Населення комуни за останні 60 років.